# Noegus pallidus
Noegus pallidus là một loài nhện trong họ Salticidae.
Loài này thuộc chi Noegus. Noegus pallidus được Cândido Firmino de Mello-Leitão miêu tả năm 1947.